# 王綸 (弘治己酉舉人)
王纶（1464年—1549年），字汝言，號岐東，陕西鳳翔府扶风县人，民籍。明朝官员。

## 生平
王政族孫。弘治二年（1489年）己酉科陕西鄉試舉人，初任真定县知县，正德三年七月选授山西道試御史，六年巡按四川，七年流贼廖麻子等攻破绵竹、乐至、金堂县，王纶弹劾总制尚书洪钟乐游纵饮，致贼猖獗；总兵杨宏丧师逃遁，见执于民，洪钟被令致仕。正德九年（1514年）出任嘉兴府知府，起浙江副使，升参政，未赴任卒。卒于嘉靖二十八年己酉四月三十日酉时，生于天顺八年甲申四月十七日寅时，寿八十有六。